# Rădescu-kormány
Bukarestben a második Sănătescu-kormány lemondása után a Rădescu-kormány – Nicolae Rădescu tábornok vezetésével 1944. december 6-án lépett hivatalba. Az új miniszterelnök nem változtatta meg a kormány összetételét; a kabinet kulcspozíciói a hivatásos katonák kezében maradtak. A katasztrofális gazdasági helyzetben a Rădescu-kormánynak mindenekelőtt a gyors inflációval, az élelmiszerhiánnyal és a tömeg ebből következő elégedetlenségével kellett szembenéznie. Február 6-án kihirdették a 86. törvényt – a Nemzetiségi Statútumot –, amely azon túl, hogy fajra, nemzetiségre, anyanyelvre és vallásra való tekintet nélkül valamennyi állampolgár jogegyenlőségét kimondta, kollektív jogokat is biztosított – elsősorban a nyelvhasználat kérdésében – azokon a területeken, ahol a lakosságnak legalább 30%-a egy közös, nem-román nyelvet beszél. Szovjet követelésre Rădescu február 28-án lemondott.

## Kormányösszetétel
A Rădescu-kormány összetétele – 1944. december 6-ától 1945. február 28-áig
| Kép | Név                       | Tisztség                                              | Párt                                                  | Megjegyzés |
| --- | ------------------------- | ----------------------------------------------------- | ----------------------------------------------------- | ---------- |
|     | Nicolae Rădescu           | Miniszterelnök (December 14-étől belügyminiszter is.) | pártonkívüli                                          | tábornok   |
|     | dr. Petru Groza           | Miniszterelnök-helyettes                              | Ekésfront                                             |            |
|     | Nicolae Rădescu           | Belügyminiszter (December 14-éig.)                    | ?                                                     |            |
|     | Constantin Vișoianu       | Külügyminiszter                                       | ?                                                     | diplomata  |
|     | Mihail Romniceanu         | Pénzügyminiszter                                      | ?                                                     |            |
|     | Lucrețiu Pătrășcanu       | Igazságügy-miniszter                                  | Román Kommunista Párt                                 |            |
|     | Ștefan Voitec             | Közoktatásügyi miniszter                              | Román Szociáldemokrata Párt                           |            |
|     | Gheorghe (Ghiță) Popp     | Vallásügyi és művészeti miniszter                     | Nemzeti Parasztpárt (Partidul National Taranesc, PNT) | jogász     |
|     | Ion Negulescu             | Hadügyminiszter                                       | pártonkívüli                                          | tábornok   |
|     | Constantin C. Brătianu    | Haditermelési miniszter                               | ?                                                     |            |
|     | Ioan Hudiță               | Földművelésügyi miniszter                             | ?                                                     |            |
|     | Aurel Leucuția            | Nemzetgazdasági miniszter                             | ?                                                     |            |
|     | Virgil Solomon            | Közmunkaügyi és újjáépítési miniszter                 | ?                                                     |            |
|     | Lothar Rădăceanu          | Munkaügyi miniszter                                   | Román Szociáldemokrata Párt                           |            |
|     | dr. Daniel Danielopolu    | Egészségügyi és közsegélyezési miniszter              | ?                                                     |            |
|     | Gheorghe Nicolau          | Társadalombiztosítási miniszter                       | ?                                                     |            |
|     | Gheorghe Fotino           | Szövetkezeti miniszter                                | ?                                                     |            |
|     | Gheorghe Gheorghiu-Dej    | Közlekedési miniszter                                 | Román Kommunista Párt                                 |            |
|     | Gheorghe Vlădescu-Răcoasa | Nemzeti kisebbségügyi miniszter                       | ?                                                     |            |